# Un viaje a través de toda la Isla de Gran Bretaña
Un viaje a través de toda la Isla de Gran Bretaña (A tour thro' the Whole Island of Great Britain) es una narración de los viajes del escritor inglés Daniel Defoe, que fue publicada por primera vez en tres volúmenes desde 1724 hasta 1727.
Este trabajo de no ficción proporciona una descripción práctica de las visitas de Defoe a distintos lugares, en una época en que faltaban obras disponibles al respecto. Cualquier persona que viva en Gran Bretaña puede encontrar que su propia localidad está descrita en este trabajo.
Además, Un viaje a través de toda la Isla de Gran Bretaña es una fuente valiosa para cualquiera que trate de hacerse una idea del estado de Inglaterra, Escocia y Gales algunas décadas antes de la Revolución industrial. (Habitualmente, se considera que la Revolución Industrial comenzó en los años 1760, aunque algunos eruditos afirman que ya había empezado en la época en que Defoe escribía.)
Se desconoce si Defoe visitó personalmente cada uno de los pueblos descritos, o si alguno de sus amigos le recomendó incluirlos basados en sus propias experiencias.